# Last Engage
「Last Engage」（ラストエンゲージ）は、仮面ライダーGIRLSの4枚目のシングル。2012年11月21日にavex entertainmentから発売された。

## 概要
前作「咲いて」から約8か月ぶりとなるシングル。また、秋田知里加入後、6人体制で初のシングル。衣装は、仮面ライダーウィザードをイメージしたロングコート風。
CD+DVDとCD単体の2形態で販売されている。

## 収録内容-CD
1. Last Engage [4:16]
  - 作詞：藤林聖子、作曲：Ryo、編曲：Ryo
  - テレビ朝日『仮面ライダーウィザード』エンディングテーマ（仮面ライダーウィザード　フレイムスタイル　テーマソング）
2. Mystic Liquid [4:41]
  - 作詞：藤林聖子、作曲：Ryo、編曲：Ryo
  - テレビ朝日『仮面ライダーウィザード』エンディングテーマ（仮面ライダーウィザード　ウォータースタイル　テーマソング）
3. Last Engage instrumental
4. Mystic Liquid instrumental

## 収録内容-DVD
1. Last Engage [4:37]
2. Mystic Liquid document film